# استان امبیا

موقعیت استان امبیا در نقشه کشور تانزانیا

امبیا یکی از استانهای کشور تانزانیا می‌باشد و شهر مرکزی آن شهر امبیا می‌باشد.
این استان از شمال غربی با استان تابورا و از شمال شرقی با استان سینگیدا و از شرق با استان ایرینگا و از جنوب با کشورهای زامبیا و مالاوی و از غرب با استان روکاوا همسایه می‌باشد.
استان امبیا به لحاظ جغرافیای انسانی و  تنوع قومیتی میزبان اقوام و قبایل بسیار متنوعی می‌باشد که از جمله آنها: انیاکیوسا، اندالی، انییها، انیاموانگا، سافوا، مالیلا، وانژی، بونگو، واندا و سیچه‌لا می‌باشند.
برپایه نتایج سرشماری عمومی نفوس و مسکن که در سال ۲۰۰۲ توسط دولت تانزانیا انجام شد جمعیت این استان بالغ بر ۲٬۰۷۰٬۰۴۶ نفر اعلام شد.

## شهرستانها
استان امبیا به لحاظ اداری و مدیریتی به هشت شهرستان تقسیم شده‌است. شهرستانهای:
- شهرستان چونیا
- شهرستان ایلجه
- شهرستان کیلا
- شهرستان امبارالی
- شهرستان امبیای روستایی
- شهرستان امبیای شهری
- شهرستان امبوزی
- شهرستان رانگوه